# Шкала Рио
Шкала́ Ри́о (англ. Rio Scale) — цифровая оценка потенциальной значимости сообщения об обнаружении внеземного разума. С 2002 года официально используется в проектах SETI.

## История появления
Шкала Рио была предложена в октябре 2000 года Иваном Алмаром (венг.), венгерским астрономом, и Джилл Тартер, астрономом из США, на 51-м Международном конгрессе по астронавтике в Рио-де-Жанейро (Бразилия).
В октябре 2002 года на 29-й конференции Постоянной исследовательской группы Международной академии астронавтики, шкала Рио была официально утверждена для использования в проектах SETI.

## Предмет оценки
Шкала служит для комплексной, цифровой оценки потенциальной значимости сообщений об обнаружении внеземного разума.

## Принцип оценки
Шкала Рио подобна шкале Рихтера, для оценки магнитуды землетрясений, или шкале Сан-Марино (англ. San Marino Scale), для оценки значимости посылаемой в космос информации о земной жизни. Значение индекса для шкалы рассчитывается по формуле:
{\displaystyle RI=Q*\delta }, 
где {\displaystyle RI} — индекс Рио (англ. Rio Index), {\displaystyle Q} — степень значимости сигнала, в основном учитывающая три фактора: вид сигнала, информационную составляющую и расстояние до источника, {\displaystyle \delta } — достоверность идентификации сигнала как внеземного сообщения.
Следует понимать, что параметр {\displaystyle \delta } является достаточно субъективным и, следовательно, нуждается в постоянном уточнении. То есть, индекс Рио со временем может корректироваться.

## Баллы шкалы
Рассчитанный индекс Рио соотносится с баллами шкалы. Они присваиваются в соответствии с уровнями значимости по возрастанию от 0 (нулевой) до 10 (чрезвычайный). Высокие значения индекса шкалы отражают более серьёзные последствия от потенциальной встречи с внеземным разумом:
- 0 = нулевой
- 1 = незначительный
- 2 = низкий
- 3 = малозначительный
- 4 = умеренный
- 5 = средний
- 6 = стоящий внимания
- 7 = высокий
- 8 = перспективный
- 9 = исключительный
- 10 = чрезвычайный